# New York Jets
O New York Jets é um time profissional de futebol americano localizado em East Rutherford, New Jersey. Os Jets competem na National Football League (NFL) como um clube membro da AFC East da American Football Conference (AFC). A equipe está sediada em Florham Park, New Jersey. Em um arranjo exclusivo da liga, os Jets dividem o MetLife Stadium em East Rutherford, New Jersey, com o New York Giants. A franquia é corporativamente registrada como New York Jets, LLC.
A equipe foi fundada em 1959 como Titans of New York, um membro original da American Football League (AFL); mais tarde, a franquia juntou-se à NFL na fusão AFL-NFL em 1970. A equipe começou a jogar em 1960 no Polo Grounds. Sob nova propriedade, o nome atual foi adotado em 1963 e a franquia mudou para o Shea Stadium em 1964 e depois para o Meadowlands Sports Complex em 1984. 
Os Jets avançaram para os playoffs pela primeira vez em 1968 e disputaram o Super Bowl III onde derrotaram o Baltimore Colts, tornando-se o primeiro time da AFL a derrotar um clube da NFL em um Super Bowl. Desde 1968, os Jets apareceram nos playoffs 13 vezes e na AFC Championship Game quatro vezes, mais recentemente perdendo para o Pittsburgh Steelers em 2010. No entanto, os Jets nunca voltaram ao Super Bowl, tornando-os uma das duas franquias da NFL que só participaram uma vez do Super Bowl, juntamente com o New Orleans Saints. Além dos Cleveland Browns e Detroit Lions, que nunca chegaram ao Super Bowl (embora ambos tenham vencido os campeonatos da NFL anteriores a 1966), a seca dos Jets é a mais longa entre as atuais franquias da NFL.
O centro de treinamento da equipe, o Atlantic Health Jets Training Center foi inaugurado em 2008 e está localizado em Florham Park. A equipe atualmente realiza suas sessões anuais de treinamento em Florham Park, New Jersey.

## História
A primeira reunião organizacional da American Football League aconteceu em 14 de agosto de 1959. Harry Wismer, representando a cidade de Nova York na reunião, proclamou que o estado estava pronto para outro time de futebol americano profissional e que ele era mais do que capaz de dirigir as operações diárias de futebol.
Foi concedido a Wismer a franquia que recebeu o nome de Titans of New York como Wismer explicou: "Titãs são maiores e mais fortes que os gigantes". Ele garantiu a casa dos Titans no decrépito Polo Grounds, onde a equipe lutou financeiramente e no campo durante seus primeiros três anos. Em 1962, a dívida continuou a subir para Wismer, forçando a AFL a assumir os custos da equipe até o final da temporada.

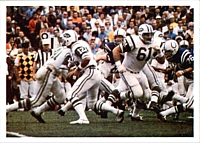
Joe Namath foi o quarterback dos Jets no Super Bowl III.

Um sindicato de cinco pessoas, chefiado por Sonny Werblin, salvou a equipe da falência, comprando os humildes Titans por US $ 1 milhão. Werblin renomeou o time para New York Jets e o time começou a jogar no Shea Stadium perto do Aeroporto LaGuardia. O novo nome pretendia refletir a abordagem moderna de sua equipe. Os proprietários dos Jets contrataram Weeb Ewbank como gerente geral e treinador principal. Ewbank e o quarterback Joe Namath levaram os Jets à proeminência em 1969, quando New York derrotou o altamente favorito Baltimore Colts no Super Bowl III e solidificou a posição da AFL no mundo do futebol americano profissional.
Quando a AFL e a NFL se fundiram, a equipe entrou em um estado de mediocridade, juntamente com seu estrelato, Namath, que só teve três temporadas bem-sucedidas após lesões terem prejudicado grande parte de sua carreira. Os Jets continuaram a cair para baixo antes de desfrutar de uma série de sucessos na década de 1980, que incluiu uma aparição no AFC Championship Game de 1982 e o surgimento do popular New York Sack Exchange.
O início dos anos 90 viu a equipe lutando. Depois de demitir o treinador Bruce Coslet, o proprietário Leon Hess contratou Pete Carroll, que lutou por um recorde de 6-10 e foi prontamente demitido no final da temporada. Depois disso, Rich Kotite foi selecionado para liderar a equipe até a vitória; em vez disso, ele levou os Jets para um recorde de 4-28 nos próximos dois anos. Kotite se demitiu no final de sua segunda temporada forçando os Jets a procurar um novo treinador.
Hess atraiu o então treinador descontente do New England Patriots, Bill Parcells, para Nova York em 1997. Parcells levou a equipe à relevância e a levou para o AFC Championship Game de 1998. Hess morreu em 1999, enquanto a equipe, atormentada por lesões, teve oito vitórias e ficou fora dos playoff. No final da temporada, Parcells deixou o cargo de treinador deixando o controle para seu assistente, Bill Belichick; Belichick se demitiu no dia seguinte (deixando um guardanapo no palco para sua apresentação, no qual ele havia escrito "Eu renuncio como HC do NYJ") e passou a aceitar a posição de treinador principal nos Patriots.
Woody Johnson se transformou em novo dono em 2000. Além disso, durante os anos 2000, os Jets foram para os playoffs cinco vezes, um recorde da franquia, sob a direção de três treinadores diferentes.

## Donos

### Wismer
Harry Wismer, um homem de negócios, se interessou por esportes durante a maior parte de sua vida, quando recebeu uma franquia da American Football League. Wismer jogou futebol americano na Universidade da Flórida e em Universidade Estadual de Michigan antes de uma lesão no joelho terminar sua carreira. Implacável, Wismer começou sua carreira como narrador em Universidade Estadual de Michigan e tornou-se um pioneiro da indústria. Mais tarde, como proprietário dos Titans, Wismer formulou uma política de toda a liga que permitia que os direitos de transmissão fossem compartilhados igualmente entre as equipes.
Wismer, que anteriormente tinha uma participação de 25% no Washington Redskins, estava interessado na American Football League e ganhou uma franquia para se desenvolver em Nova York. Wismer tentou fazer da equipe e da liga um sucesso, mas seus esforços começaram a aumentar as dívidas, já que as duas primeiras temporadas dos Titans foram medíocres, com o público caindo no segundo ano da equipe. A franquia foi vendida por US $ 1 milhão para um sindicato de cinco homens chefiado por Sonny Werblin, do Gotham Football Club, Inc., em fevereiro de 1963.

### Sindicato de Werblin
Sonny Werblin se formou na Universidade Rutgers e foi contratado pela Music Corporation of America, tornando-se presidente da divisão de televisão da empresa. Com um vasto conhecimento de mídia, Werblin estava determinado a colocar os holofotes no time. Sua primeira ordem de negócios, depois de mudar o nome e as camisas da equipe, foi assinar um contrato sem precedentes com Joe Namath. A aposta de Werblin mais tarde compensaria, já que Namath, que se tornou uma estrela pública, levou os Jets à vitória no Super Bowl III, apesar de Werblin já ter vendido sua participação na equipe.
Os parceiros de Werblin, Townsend B. Martin, Leon Hess, Donald C. Lillis e Philip H. Iselin, se desentenderam com Werblin sobre a forma como a equipe foi administrada, embora a franquia tenha começado a ter lucro, Werblin estava fazendo todas as políticas e decisões por conta própria com pouca ou nenhuma entrada de seus parceiros. 
Embora Werblin inicialmente tenha resistido ao seu ultimato para dissolver a parceria, ele concordou em vender em 1968. Werblin permaneceu envolvido na comunidade esportiva e se tornou o primeiro presidente e CEO da Autoridade de Esportes e Exposições de New Jersey, onde ajudou a criar o Meadowlands Sports Complex que inclui o Giants Stadium.

### Hess
Leon Hess tornou-se conhecido por seus postos de gasolina Hess Corporation; no entanto, ele também desempenhou um papel fundamental no desenvolvimento dos Jets durante seu mandato como co-proprietário e eventual proprietário. Hess muitas vezes lutou por melhorias, enquanto a equipe era um inquilino no Shea Stadium, mas geralmente ficou longe das operações de futebol, permitindo que seus treinadores e gerente geral tomassem as decisões relacionadas ao futebol.
Tornando-se acionista majoritário da equipe em 1973, Hess comprou a participação de Philip H. Iselin em 1976, após a qual somente dois dos parceiros de Hess permaneceram, Townsend Martin e Helen Dillon, que herdaram a estaca de seu pai Donald Lillis, após sua morte. Hess começou a comprar os parceiros restantes em 1981, quando ele comprou a participação de 25% de Martin por US $ 5 milhões. Hess comprou a participação de Dillon três anos depois por mais US $ 5 milhões, adquirindo o controle exclusivo da equipe.
Hess tinha uma paixão por sua equipe e sentia as derrotas. Em 1995, após uma temporada medíocre de 6-10 sob o comando de Pete Carroll, apesar de geralmente se afastar das operações de futebol, Hess anunciou "Eu tenho 80 anos, quero resultados agora" durante uma conferência na qual Rich Kotite foi apresentado como o novo técnico da equipe. Depois de dois anos fracassados com Kotite, Hess se envolveu fortemente na contratação de Bill Parcells na esperança de ver sua equipe chegar novamente ao Super Bowl. Ele não viveu para ver seu sonho realizado, morrendo em 7 de maio de 1999.

### Woody Johnson

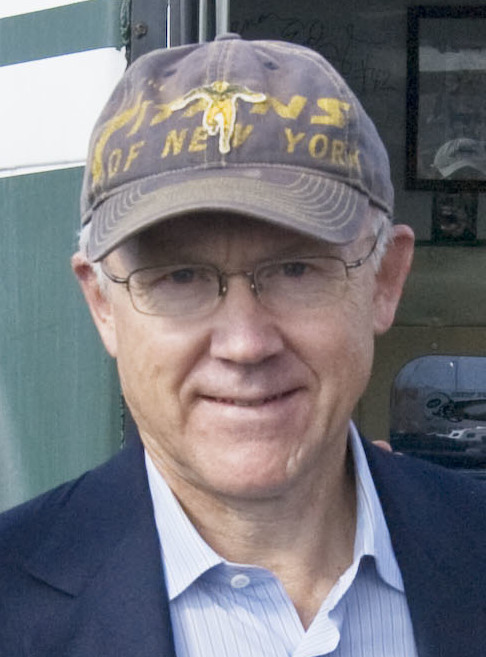
Woody Johnson em um jogo em novembro de 2008

Com a equipe à venda, dois potenciais compradores foram encontrados na Cablevision e no filantropo Woody Johnson, cujo avô, Robert Wood Johnson II, expandiu a Johnson & Johnson. Johnson era desconhecido entre os outros proprietários da NFL no momento de sua compra da franquia por US $ 635 milhões. No entanto, Johnson era apaixonado por esportes, de acordo com o ex-gerente geral dos Knicks, Ernie Grunfeld, e desejava ter sua própria equipe. Johnson tem sido considerado um facilitador que quer o melhor de seus funcionários.
Muito parecido com Hess, Johnson deixou muitas das decisões relacionadas ao futebol para sua equipe de gestão e evitava os holofotes. No entanto, ao contratar o treinador Rex Ryan, Johnson teve uma presença crescente ao moldar o Jets.

### Christopher Johnson
Em 2017, Woody Johnson foi nomeado pelo presidente Donald Trump como embaixador dos Estados Unidos no Reino Unido. Uma vez que seu posto foi confirmado, seu irmão Christopher Johnson tornou-se co-proprietário e assumiu as operações do dia-a-dia da equipe, incluindo decisões pessoais.

## Estádios
O proprietário Harry Wismer procurou um lugar para a equipe jogar seus jogos em casa, mas só conseguiu garantir o dilapidado Polo Grounds, que não tinha um inquilino desde que o New York Giants de beisebol desocupou o estádio em 1957. Os Titans jogaram quatro temporadas no estádio - na última temporada eles foram renomeados como Jets. Os Titans dividiram o estádio com a nova equipe de expansão do beisebol, o New York Mets, por dois anos antes de ambas as equipes se mudarem para o Shea Stadium, no Queens, em 1964. Os Jets têm a distinção de ser o último time a sediar um jogo no Polo Grounds, uma derrota por 19-10 para o Buffalo Bills em 14 de dezembro de 1963.

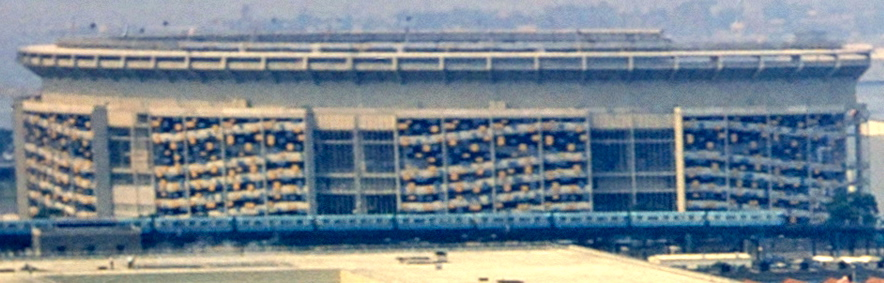
Shea Stadium em 1964

Wismer esperava que os Titans pudessem jogar no que se tornaria conhecido como Shea Stadium a partir de 1961. No entanto, dificuldades de financiamento e problemas legais atrasaram a construção do estádio. Wismer assinou um memorando de entendimento no final de 1961 para garantir a nova casa dos Titians. Esse memorando reconheceu que os Mets teriam uso exclusivo do estádio até que completassem sua temporada. Como a equipe mudou-se para Shea Stadium sob nova propriedade, eles foram, na maioria dos anos, obrigados a abrir a temporada com vários jogos fora de casa, um problema agravado em 1969 e 1973, quando os Mets teve longos períodos nos playoffs.
Sentindo que este arranjo colocou os Jets em desvantagem, a equipe anunciou em 1977 que jogaria dois jogos em casa por ano durante o mês de setembro na nova casa dos Giants em Nova Jersey, o Giants Stadium. Litígios começaram entre Nova Iorque e os Jets sobre a questão, e no acordo do processo, a cidade concordou em permitir que os Jets jogassem dois jogos em setembro no Shea Stadium a partir de 197. Em 1977, os Jets deveriam disputar um jogo em setembro no Giants Stadium e um jogo em 2 de outubro no Shea Stadium.
Apesar dessas questões, Leon Hess, proprietário majoritário, estava interessado em renovar o aluguel da equipe na Shea Stadium, que expiraria em 1983. Hess negociou com o prefeito de Nova York, Ed Koch. Hess queria que a cidade reconstruísse o estádio para expandir sua capacidade. Ele também esperava renegociar outros aspectos do contrato. As propostas de Hess encontraram resistência de Koch. Quando as negociações chegaram a um impasse, os Jets anunciaram sua intenção de partir para New Jersey. Em 10 de dezembro de 1983, os Jets jogaram seu último jogo no Shea Stadium e perdeu para os Steelers em 34-7. Enquanto os fãs saqueavam o estádio em busca de lembranças, o placar dizia "N.J. Jets" em referência à partida dos Jets para Meadowlands.
Quando os Jets se juntaram aos Giants no estádio, muitos fãs dos Jets esperavam que o nome, Giants Stadium, fosse alterado. No entanto, os Giants, que tinham autoridade para aprovar a mudança, recusaram. Em um esforço para esconder o fato de que eles jogaram em um estádio construído e decorado para outro time, a equipe do estádio foi designada para tornar o estádio mais amigável ao Jets, colocando faixas verdes e colocando o logo dos Jets. Os Jets foram destaque no primeiro jogo de playoff da NFL na história do estádio, perdendo para os Patriots em 28 de dezembro de 1985.
Enquanto os Jets tentavam se tornar uma franquia mais forte e se afastar da sombra de suas contrapartes, a equipe entrou em negociações com a Autoridade de Transporte Metropolitano em uma tentativa de construir um estádio no lado oeste de Manhattan, entrando em uma guerra com a TransGas Energy Systems e a Cablevision pelos direitos sobre a propriedade da West Side Yard.

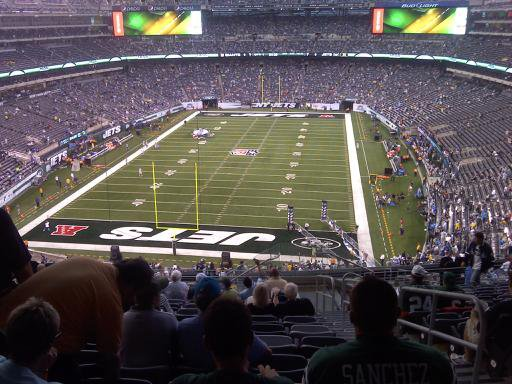
Uma visão interna do MetLife Stadium durante o primeiro confronto de pré-temporada entre os Giants e os Jets

A MTA votou por unanimidade para vender a terra aos Jets por aproximadamente US $ 210 milhões, já que o comitê concordou que ter o estádio seria benéfico a longo prazo. Uma furiosa Cablevision, grupos comunitários e defensores dos transportes estavam determinados a impedir as tentativas dos Jets de construir o estádio e dois processos que desafiaram a construção do estádio em bases ambientais foram arquivados.
Embora confiantes de que conseguiriam garantir o estádio, suas esperanças foram frustradas quando Sheldon Silver e Joseph L. Bruno, ambos com poder de veto sobre a construção do estádio, se recusaram a apoiar o projeto, alegando que prejudicaria em vez de ajudar o desenvolvimento do local.
Derrotados, os Jets concordaram em firmar uma parceria de 50 a 50 com seu rival, os Giants, para construir um novo estádio que efetivamente concordasse com um contrato de arrendamento de 99 anos. O estádio, conhecido como MetLife Stadium, tornou-se o primeiro na história da NFL a ser construído em conjunto por duas franquias. O estádio, que é iluminado em cores diferentes, dependendo de qual time está hospedando um jogo, foi inaugurado em abril de 2010 e viu os Jets e Giants abrirem o estádio juntos em um jogo de pré-temporada. O primeiro jogo em casa da temporada regular dos Jets no novo estádio foi realizado em 13 de setembro de 2010 e foi exibido em todo o país no Monday Night Football. Jets perdeu para os Ravens por 10-9. Os proprietários de equipe votaram para que o estádio sedie o Super Bowl XLVIII, realizado em 2014.

## Rivalidades

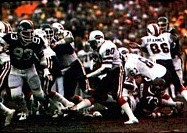
Um cartão de futebol do conjunto de adesivos de cartão de futebol americano da Jeno's Pizza NFL de 1986, com o running back Joe Cribbs do Buffalo Bills correndo a bola

### New England Patriots
Desde o início da American Football League, os Jets mantiveram uma rivalidade com o New England Patriots. A rivalidade foi relativamente dócil em seus primeiros anos até 1966, quando os Jets ganharam dos Patriots, que tinham esperanças de aparecer no Super Bowl I, nos playoffs por 38-28 no Shea Stadium. Os Patriots retornaram o favor em 1985, quando ganharam por 26-14 na rodada de wild card; os Patriots foram para o Super Bowl XX, onde foram derrotados pelo Chicago Bears.
A rivalidade começou a aumentar e a atrair mais atenção da mídia em 1997, quando Bill Parcells, descontente, desocupou sua posição de treinador nos Patriots para aceitar a mesma posição nos Jets. No ano seguinte, os Jets assinaram com o running back, Curtis Martin, dos Patriots. Depois de três anos com os Jets, Parcells decidiu renunciar como treinador principal. Seu assistente, Bill Belichick, pediu demissão no dia seguinte para se tornar o treinador dos Patriots.
Um ponto de inflexão crítico da rivalidade ocorreu em 23 de setembro de 2001, quando o linebacker do Jets, Mo Lewis, atacou Drew Bledsoe, deixando o veterano com hemorragia interna. Isso proporcionou uma oportunidade para Tom Brady assumir como o quarterback titular, ele conseguiu guiar a equipe para cinco títulos do Super Bowl.
Em 2006, Eric Mangini, um assistente de Belichick, deixou os Patriots para se juntar ao Jets como treinador principal. Sob o comando de Mangini, o famoso incidente do Spygate aconteceu, aumentando ainda mais as tensões entre as duas franquias. Quando Rex Ryan foi contratado como treinador principal da equipe, a rivalidade aumentou ainda mais devido a uma crescente guerra de palavras entre as duas equipes. Em janeiro de 2011, os dois se encontraram em um jogo de playoff na Rodada Divisional. Os Jets venceram por 28-21 e avançaram para o AFC Championship Game, mas acabaram perdendo uma semana depois para o Pittsburgh Steelers.

### Buffalo Bills
Os Jets e os Bills representam o mesmo estado (Nova York), e essa rivalidade representa as diferenças entre o Centro de New York e New York Ocidental, onde os Bills jogam. As equipes são membros fundadores da American Football League e permaneceram na mesma divisão desde que a NFL e a AFL se fundiram. 
Além de alguns momentos notáveis, como OJ Simpson quebrando um recorde da NFL contra o Jets e o ex-treinador dos Jets, Rex Ryan, treinando os Bills por dois anos. A rivalidade tem sido caracterizada pela mediocridade compartilhada e jogos não competitivos, incluindo erros notáveis dos quarterbacks Mark Sanchez dos Jets e JP Losman dos Bills.

### Miami Dolphins
Os Jets mantém uma rivalidade com o Miami Dolphins desde a fundação dos Dolphins em 1966. Um dos jogos mais famosos da história dos Jets aconteceu em 1994, quando os Dolphins fizeram um Fake Spike, dando-lhes uma vitória improvável sobre os Jets, servindo como um precursor para os próximos dois anos mal sucedidos dos Jets sob o comando de Rich Kotite. Os Jets completaram uma improvável vitória em 23 de outubro de 2000 no que é conhecido como The Monday Night Miracle. Os Jets, que estavam perdendo para os Dolphins por 30-7 no final do terceiro quarto, fizeram 23 pontos no quarto quarto e venceram na prorrogação com um chute de 20 jardas.
Quando Rex Ryan tornou-se treinador dos Jets, houve uma crescente guerra de palavras entre os clubes culminando com Ryan dando um gesto obsceno para os fãs dos Dolphins em janeiro de 2010. A rivalidade continuou entre os dois times quando Sal Alosi, então preparador físico dos Jets, deu uma rasteira no cornerback dos Dolphins, Nolan Carroll. Carroll não ficou gravemente ferido e Alosi renunciou quase dois meses depois.

### New York Giants
O New York Jets manteve anteriormente uma rivalidade de alta tensão contra os seus homólogos da cidade, o New York Giants, que desde então diminuiu devido à pouca frequência com que as equipes se encontram na temporada regular. O auge da rivalidade veio em 17 de agosto de 1969, quando ambos se encontraram pela primeira vez, em um jogo de pré-temporada que era visto como uma "guerra de território" por ambos os oponentes. Os Giants, considerados uma equipe medíocre na época, estavam sob muito escrutínio da mídia e de seus fãs. Por fim, os Jets superaram seu rival por 37-14; isso resultaria na demissão do técnico dos Giants, Allie Sherman.
Os Jets encontraram os Giants em 1988, durante o último jogo da temporada regular. Os Jets, com um recorde de 7–7-1, tiveram pouco a perder, já que suas esperanças de disputa nos playoffs haviam desaparecido. Os Giants, no entanto, estavam disputando uma vaga nos playoffs e uma vitória garantiria seu lugar e o título da divisão. Os Giants foram incapazes de superar a defesa dos Jets, que sacaram o quarterback Phil Simms oito vezes. Com a vitória dos Jets e as vitórias dos Rams e Eagles, os Giants foram eliminados da disputa dos playoffs e os Jets ganharam respeito aos olhos de muitos.
As duas equipes formaram uma parceria inesperada e consequentemente forte, dividindo o Giants Stadium por 26 anos e o MetLife Stadium, um empreendimento no qual ambas as equipes possuem 50% de participação. A rivalidade recuperou grande parte de sua tensão na temporada 2011 da NFL, quando os Jets e Giants se encontraram na semana 16. Ambas precisavam de uma vitória para se manter vivos na disputa pelos playoffs. O jogo terminou com uma vitória dos Giants por 29-14. As duas equipes se encontraram novamente em 6 de dezembro de 2015, com os Jets vencendo por 23-20 na prorrogação.

## Logos e uniformes
As cores dos Jets são verde e branco. O uniforme atual e o logotipo da equipe, em uso desde 1998, são versões modernizadas do design usado de 1965 a 1977. O capacete é branco com duas listras verdes paralelas no centro e uma máscara verde. O logotipo que aparece em cada lado do capacete e na frente da camisa é um oval verde com a palavra "JETS" em grosso branco sobre "NY" em letras com serifas de contorno. As camisas têm números de bloco padrão de uma cor e letras com serifa, faixas alternadas nos ombros e mangas de cores opostas e numerais de TV. A equipe usa calças brancas com duas faixas verdes paralelas do quadril ao joelho de cada lado e calças verdes com listras brancas.
Os uniformes originais da equipe, como os Titans de Nova York em 1960, eram azul-marinho com números de ouro velho, calças de ouro com duas listras azuis paralelas em cada lado e capacetes azuis com uma única faixa dourada no centro e nenhum decalque com logotipo. As camisas brancas tinham numerais azuis marinhos. Em 1961, os Titans acrescentaram listras no ombro ao estilo da UCLA (ouro e branco nas camisas azuis, dourado e azul marinho nas camisas brancas), mudaram a faixa das calças para uma faixa azul ladeada por listras brancas e empregaram uma sombra um pouco mais brilhante. ouro.
Quando os Titans se tornaram os Jets em 1963, a marinha e o ouro foram abandonados em favor do verde e branco. As camisas tinham mangas de cores opostas com listras grossas nos ombros e punhos, acima e abaixo dos numerais da TV. As calças eram brancas com duas faixas verdes paralelas de cada lado. Os novos capacetes eram brancos com uma única faixa verde no centro; o logotipo de cada lado era uma silhueta de um avião a jato em verde, com a palavra "JETS" em grosso branco sem serifal ao itálico ao longo da fuselagem. 
Em 1964, a única faixa verde tornou-se duas faixas paralelas, e o decalque do avião foi substituído por uma bola de futebol branca delineada em verde, com a palavra "JETS" em verde grosseiro e verde-serifa em itálico na frente de "NY" em verde esboçar letras com serifa e uma bola de futebol em miniatura no centro da parte inferior. Os decalques eram difíceis de ver à distância (ou na televisão), então as cores foram invertidas em 1965.
Este projeto permaneceu praticamente inalterado até 1977, além de algumas variações para o numeral e lettering, o ângulo dos decalques do capacete e ajustes para o ombro e manga.
A primeira grande mudança foi feita para a temporada de 1978. O esquema de cores verde e branco foi mantido; os novos capacetes eram de um verde sólido com máscaras brancas e uma marca estilizada de "JETS" em branco em cada lado. A marca apresentava letras angulares e uma silhueta de um avião a jato moderno que se estendia horizontalmente à direita a partir do topo do "J" acima do "ETS". As camisas apresentavam grandes números nos ombros e duas grossas listras paralelas nas mangas, enquanto as calças tinham uma única faixa verde do quadril ao joelho de cada lado. 
Em 1990, os Jets modificaram este projeto, adicionando contornos pretos finos aos numerais, letras, listras e decalques de capacete, mudando as máscaras de branco para preto e adicionando um conjunto de calças verdes para ser usado com as camisas brancas.
Os Jets adotaram seu uniforme atual e design de logotipo em 1998. Calças verdes foram adicionadas em 2002 e foram usadas com as camisas branca e verde.
Os Jets foram a primeira equipe da NFL a usar um uniforme "retrô", em 1993, em um jogo em casa contra o Cincinnati Bengals, comemorando o 25º aniversário do campeonato de 1968. A camisa e as calças imitavam o design de 1963-77, embora a equipe usasse seus capacetes verdes regulares com uma versão esboçada em branco do decalque do logotipo de 1965-77. 
Em 2007, a equipe introduziu um novo uniforme "retrô", evocando os Titans de Nova York e combinando elementos dos uniformes de 1960 e 1961-62, com capacetes e camisas azul-marinho, números de ouro velho e listras de capacete, ouro e ombro branco listras e calças de ouro com listras azuis e brancas de cada lado. Estes uniformes apareceram novamente em 2008, 2009 e 2011, com uma variação de camisa branca também aparecendo em 2009 como parte da celebração da NFL do 50º aniversário da American Football League.

## Cheerleader

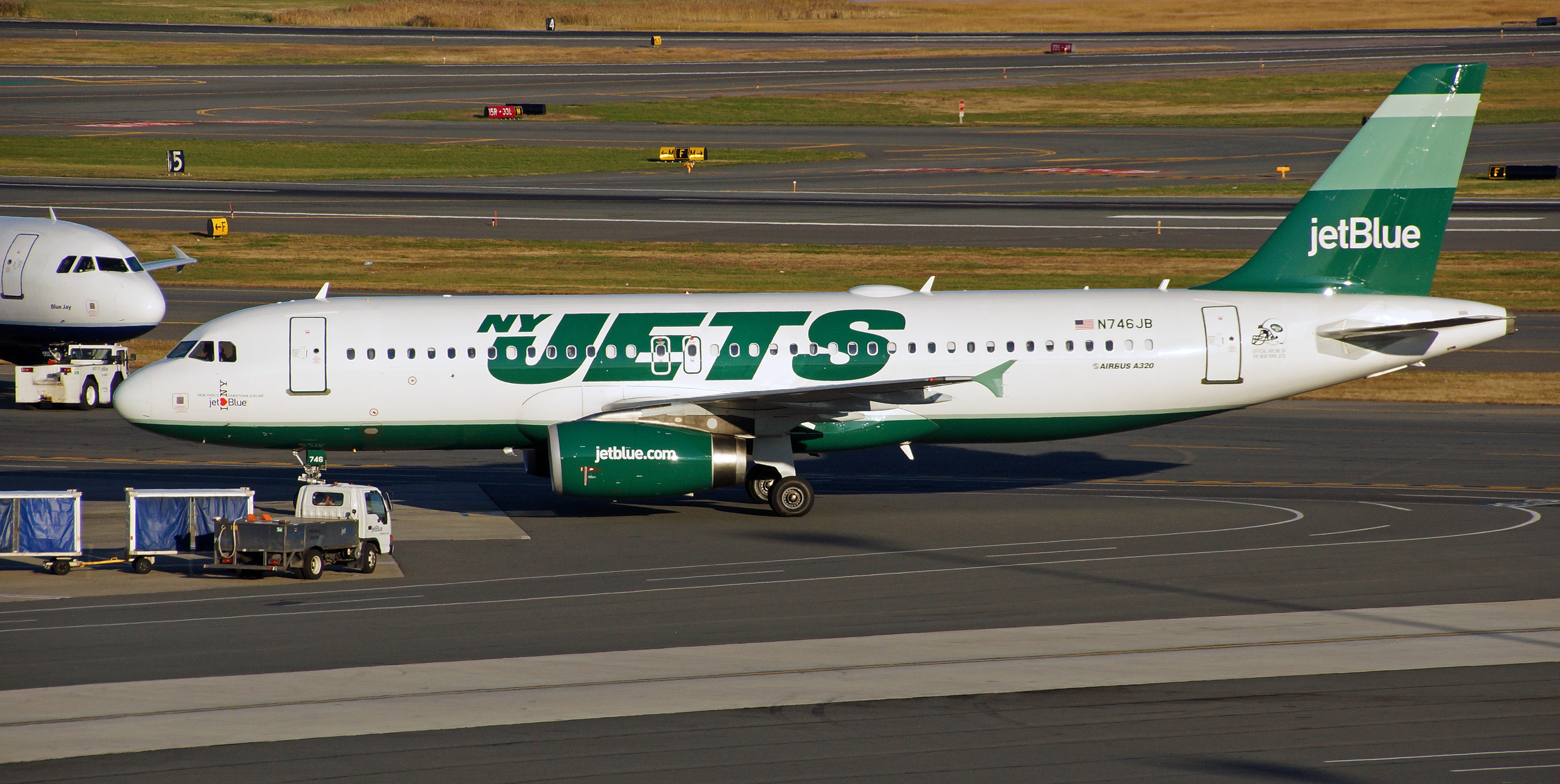
A JetBlue homenageia o NY Jets com seu avião verde.

A equipe originalmente chamada de Jets Flag Crew foi fundada em 2006. Em 2007, o grupo passou por uma expansão e foi renomeado apropriadamente como Jets Flight Crew. O esquadrão realiza regularmente rotinas coreografadas durante as competições da equipe. Audições têm sido realizadas anualmente desde o seu início para atrair novos membros.
A Jets Junior Flight Crew foi fundada em 2010, oferecendo às crianças a oportunidade de treinar com a equipe, melhorando seu "talento e habilidades em um ambiente não competitivo".

## Rádio e televisão
A atual estação de rádio dos Jets é a WEPN 98.7 ESPN, com Bob Wischusen como narrador e Marty Lyons como comentarista.
Qualquer jogo de pré-temporada que não seja televisionado nacionalmente é exibido na WCBS-TV. A SportsNet New York, que é a casa oficial dos Jets e exibe mais de 250 horas de material "exclusivo e profundo" da equipe em alta definição.
No Monday Night Football, os jogos são televisionados em um simulcast com a ESPN por uma das emissoras irmãs WABC-TV, ou pela WPIX-TV, se a WABC decidir renunciar ao jogo para outra estação para realizar uma programação regularmente. O Thursday Night Football é uma incumbência da rede de produção daquele jogo (FOX), que também é transmitido simultaneamente pela NFL Network.

## Estatísticas
| Temporada       | Time  | Liga  | Conferência | Divisão | Temporada Regular | Temporada Regular | Temporada Regular | Temporada Regular | Pós-Temporada                                                                                          | Prêmios                                                                        | Treinadores                                                                    |
| Temporada       | Time  | Liga  | Conferência | Divisão | Classificação     | Vitória           | Derrotas          | Empates           | Pós-Temporada                                                                                          | Prêmios                                                                        | Treinadores                                                                    |
| --------------- | ----- | ----- | ----------- | ------- | ----------------- | ----------------- | ----------------- | ----------------- | --- | ------------------------------------------------------------------------------ | ------------------------------------------------------------------------------ |
| New York Titans |       |       |             |         |                   |                   |                   |                   | |                                                                                |                                                                                |
| 1960            | 1960  | AFL   |             | East    | 2nd               | 7                 | 7                 | 0                 | |                                                                                | Sammy Baugh                                                                    |
| 1961            | 1961  | AFL   |             | East    | 3rd               | 7                 | 7                 | 0                 | |                                                                                | Sammy Baugh                                                                    |
| 1962            | 1962  | AFL   |             | East    | 4th               | 5                 | 9                 | 0                 | |                                                                                | Bulldog Turner                                                                 |
| New York Jets   |       |       |             |         |                   |                   |                   |                   | |                                                                                |                                                                                |
| 1963            | 1963  | AFL   |             | East    | 4th               | 5                 | 8                 | 1                 | |                                                                                | Weeb Ewbank                                                                    |
| 1964            | 1964  | AFL   |             | East    | 3rd               | 5                 | 8                 | 1                 | |                                                                                | Weeb Ewbank                                                                    |
| 1965            | 1965  | AFL   |             | East    | 2nd               | 5                 | 8                 | 1                 | |                                                                                | Weeb Ewbank                                                                    |
| 1966            | 1966  | AFL   |             | East    | 3rd               | 6                 | 6                 | 2                 | |                                                                                | Weeb Ewbank                                                                    |
| 1967            | 1967  | AFL   |             | East    | 2nd               | 8                 | 5                 | 1                 | |                                                                                | Weeb Ewbank                                                                    |
| 1968            | 1968  | AFL   |             | East    | 1st               | 11                | 3                 | 0                 | Ganhou a AFL Championship contra os Raiders por 27–23 ganhou o Super Bowl III contra os Colts por 16–7 | Joe Namath (MVP, SB MVP)                                                       | Weeb Ewbank                                                                    |
| 1969            | 1969  | AFL   |             | East    | 1st               | 10                | 4                 | 0                 | Perdeu no Divisional Playoffs contra os Chiefs por 13–6                                                | Joe Namath (MVP)                                                               | Weeb Ewbank                                                                    |
| 1970            | 1970  | NFL   | AFC         | East    | 3rd               | 4                 | 10                | 0                 | |                                                                                | Weeb Ewbank                                                                    |
| 1971            | 1971  | NFL   | AFC         | East    | 4th               | 6                 | 8                 | 0                 | |                                                                                | Weeb Ewbank                                                                    |
| 1972            | 1972  | NFL   | AFC         | East    | 2nd               | 7                 | 7                 | 0                 | |                                                                                | Weeb Ewbank                                                                    |
| 1973            | 1973  | NFL   | AFC         | East    | 5th               | 4                 | 10                | 0                 | |                                                                                | Weeb Ewbank                                                                    |
| 1974            | 1974  | NFL   | AFC         | East    | 4th               | 7                 | 7                 | 0                 | | Joe Namath (CBPOY)                                                             | Charley Winner                                                                 |
| 1975            | 1975  | NFL   | AFC         | East    | 5th               | 3                 | 11                | 0                 | |                                                                                | Charley Winner (2–7) Ken Shipp (1–4)                                           |
| 1976            | 1976  | NFL   | AFC         | East    | 4th               | 3                 | 11                | 0                 | |                                                                                | Lou Holtz (3–10) Mike Holovak (0–1)                                            |
| 1977            | 1977  | NFL   | AFC         | East    | 4th               | 3                 | 11                | 0                 | |                                                                                | Walt Michaels                                                                  |
| 1978            | 1978  | NFL   | AFC         | East    | 3rd               | 8                 | 8                 | 0                 | |                                                                                | Walt Michaels                                                                  |
| 1979            | 1979  | NFL   | AFC         | East    | 3rd               | 8                 | 8                 | 0                 | |                                                                                | Walt Michaels                                                                  |
| 1980            | 1980  | NFL   | AFC         | East    | 5th               | 4                 | 12                | 0                 | |                                                                                | Walt Michaels                                                                  |
| 1981            | 1981  | NFL   | AFC         | East    | 2nd               | 10                | 5                 | 1                 | Perdeu no Wild Card contra os Bills por 31–27                                                          |                                                                                | Walt Michaels                                                                  |
| 1982            | 1982  | NFL   | AFC         |         | 6th               | 6                 | 3                 | 0                 | Perdeu na Final da Conferência pros Dolphins por 14–0                                                  |                                                                                | Walt Michaels                                                                  |
| 1983            | 1983  | NFL   | AFC         | East    | 5th               | 7                 | 9                 | 0                 | |                                                                                | Joe Walton                                                                     |
| 1984            | 1984  | NFL   | AFC         | East    | 3rd               | 7                 | 9                 | 0                 | | Marty Lyons (WP MOY)                                                           | Joe Walton                                                                     |
| 1985            | 1985  | NFL   | AFC         | East    | 2nd               | 11                | 5                 | 0                 | Perdeu no Wild Card contra os Patriots por 26–14                                                       |                                                                                | Joe Walton                                                                     |
| 1986            | 1986  | NFL   | AFC         | East    | 2nd               | 10                | 6                 | 0                 | Perdeu no Divisional Playoffs contra os Browns por 23–20 (2OT)                                         |                                                                                | Joe Walton                                                                     |
| 1987            | 1987  | NFL   | AFC         | East    | 5th               | 6                 | 9                 | 0                 | |                                                                                | Joe Walton                                                                     |
| 1988            | 1988  | NFL   | AFC         | East    | 4th               | 8                 | 7                 | 1                 | | Erik McMillan (DROY)                                                           | Joe Walton                                                                     |
| 1989            | 1989  | NFL   | AFC         | East    | 5th               | 4                 | 12                | 0                 | |                                                                                | Joe Walton                                                                     |
| 1990            | 1990  | NFL   | AFC         | East    | 4th               | 6                 | 10                | 0                 | |                                                                                | Bruce Coslet                                                                   |
| 1991            | 1991  | NFL   | AFC         | East    | 2nd               | 8                 | 8                 | 0                 | Perdeu no Wild Card contra os Oilers por 17–10                                                         |                                                                                | Bruce Coslet                                                                   |
| 1992            | 1992  | NFL   | AFC         | East    | 4th               | 4                 | 12                | 0                 | |                                                                                | Bruce Coslet                                                                   |
| 1993            | 1993  | NFL   | AFC         | East    | 3rd               | 8                 | 8                 | 0                 | |                                                                                | Bruce Coslet                                                                   |
| 1994            | 1994  | NFL   | AFC         | East    | 5th               | 6                 | 10                | 0                 | |                                                                                | Pete Carroll                                                                   |
| 1995            | 1995  | NFL   | AFC         | East    | 5th               | 3                 | 13                | 0                 | | Hugh Douglas (DROY) Boomer Esiason (WP MOY)                                    | Rich Kotite                                                                    |
| 1996            | 1996  | NFL   | AFC         | East    | 5th               | 1                 | 15                | 0                 | |                                                                                | Rich Kotite                                                                    |
| 1997            | 1997  | NFL   | AFC         | East    | 3rd               | 9                 | 7                 | 0                 | |                                                                                | Bill Parcells                                                                  |
| 1998            | 1998  | NFL   | AFC         | East    | 1st               | 12                | 4                 | 0                 | Perdeu na Final de Conferência contra os Broncos por 23–10                                             |                                                                                | Bill Parcells                                                                  |
| 1999            | 1999  | NFL   | AFC         | East    | 4th               | 8                 | 8                 | 0                 | |                                                                                | Bill Parcells                                                                  |
| 2000            | 2000  | NFL   | AFC         | East    | 3rd               | 9                 | 7                 | 0                 | |                                                                                | Al Groh                                                                        |
| 2001            | 2001  | NFL   | AFC         | East    | 3rd               | 10                | 6                 | 0                 | Perdeu no Wild Card para os Raiders por 38–24                                                          |                                                                                | Herman Edwards                                                                 |
| 2002            | 2002  | NFL   | AFC         | East    | 1st               | 9                 | 7                 | 0                 | Perdeu no Divisional Playoffs contra os Raiders por 30–10                                              |                                                                                | Herman Edwards                                                                 |
| 2003            | 2003  | NFL   | AFC         | East    | 4th               | 6                 | 10                | 0                 | |                                                                                | Herman Edwards                                                                 |
| 2004            | 2004  | NFL   | AFC         | East    | 2nd               | 10                | 6                 | 0                 | Perdeu no Divisional Playoffs contra os Steelers por 20–17 (OT)                                        | Jonathan Vilma (DROY)                                                          | Herman Edwards                                                                 |
| 2005            | 2005  | NFL   | AFC         | East    | 4th               | 4                 | 12                | 0                 | |                                                                                | Herman Edwards                                                                 |
| 2006            | 2006  | NFL   | AFC         | East    | 2nd               | 10                | 6                 | 0                 | Perdeu no Wild Card contra os Patriots por 37–16                                                       | Chad Pennington (CBPOY)                                                        | Eric Mangini                                                                   |
| 2007            | 2007  | NFL   | AFC         | East    | 3rd               | 4                 | 12                | 0                 | |                                                                                | Eric Mangini                                                                   |
| 2008            | 2008  | NFL   | AFC         | East    | 3rd               | 9                 | 7                 | 0                 | |                                                                                | Eric Mangini                                                                   |
| 2009            | 2009  | NFL   | AFC         | East    | 2nd               | 9                 | 7                 | 0                 | Perdeu na Final de Conferência contra os Colts por 30–17                                               |                                                                                | Rex Ryan                                                                       |
| 2010            | 2010  | NFL   | AFC         | East    | 2nd               | 11                | 5                 | 0                 | Perdeu na Final de Conferência contra os Steelers por 24–19                                            |                                                                                | Rex Ryan                                                                       |
| 2011            | 2011  | NFL   | AFC         | East    | 2nd               | 8                 | 8                 | 0                 | |                                                                                | Rex Ryan                                                                       |
| 2012            | 2012  | NFL   | AFC         | East    | 3rd               | 6                 | 10                | 0                 | |                                                                                | Rex Ryan                                                                       |
| 2013            | 2013  | NFL   | AFC         | East    | 2nd               | 8                 | 8                 | 0                 | | Sheldon Richardson (DROY)                                                      | Rex Ryan                                                                       |
| 2014            | 2014  | NFL   | AFC         | East    | 4th               | 4                 | 12                | 0                 | |                                                                                | Rex Ryan                                                                       |
| 2015            | 2015  | NFL   | AFC         | East    | 2nd               | 10                | 6                 | 0                 | |                                                                                | Todd Bowles                                                                    |
| 2016            | 2016  | NFL   | AFC         | East    | 4th               | 5                 | 11                | 0                 | |                                                                                | Todd Bowles                                                                    |
| 2017            | 2017  | NFL   | AFC         | East    | 4th               | 5                 | 11                | 0                 | |                                                                                | Todd Bowles                                                                    |
| 2018            | 2018  | NFL   | AFC         | East    | N/A               | 3                 | 3                 | 0                 | |                                                                                | Todd Bowles                                                                    |
| Total           | Total | Total | Total       | Total   | Total             | 400               | 480               | 8                 | Recorde de todos os tempos na temporada regular (1960–2017)                                            | Recorde de todos os tempos na temporada regular (1960–2017)                    | Recorde de todos os tempos na temporada regular (1960–2017)                    |
| Total           | Total | Total | Total       | Total   | Total             | 12                | 13                | 0                 | Recorde de todos os tempos na pós-temporada (1960–2017)                                                | Recorde de todos os tempos na pós-temporada (1960–2017)                        | Recorde de todos os tempos na pós-temporada (1960–2017)                        |
| Total           | Total | Total | Total       | Total   | Total             | 412               | 493               | 8                 | Recorde de todos os tempos na temporada regular e na pós-temporada (1960–2017)                         | Recorde de todos os tempos na temporada regular e na pós-temporada (1960–2017) | Recorde de todos os tempos na temporada regular e na pós-temporada (1960–2017) |

## Recordes

### Recordes em uma temporadas
Passando
- Jardas passadas: 4,007 – Joe Namath (1967)
- Passes para touchdowns: 31 – Ryan Fitzpatrick (2015)
- Passes completados: 343 – Brett Favre (2008)
- Passes tentados: 590 – Vinny Testaverde (2000)
- Passe mais longo completo: 96 jardas – Ken O'Brien (1985)

Correndo
- Jardas terrestres: 1,697 – Curtis Martin (2004)
- Corridas: 371 – Curtis Martin (2004)
- Touchdowns terrestres: 14 – Thomas Jones (2009)
- Mais longa corrida: 90 jardas – Johnny Johnson (1994)
- Jardas terrestres por jogo: 106,1 jardas – Curtis Martin (2004)

Recebendo
- Recepções: 109 – Brandon Marshall (2015)
- Jardas recebidas: 1,502 – Brandon Marshall (2015)
- Touchdowns recebidos: 14 – Brandon Marshall (2015), Don Maynard (1965) e Art Powell (1960)

Retornos
- Mais retornos de Punt: 51 – Leon Johnson (1997)
- Mais longo punt retornado: 98 jardas – Terance Mathis (1980)
- Mais longo kickoff retornado: 107 jardas – Joe McKnight (2011)

Chutes
- Field goals: 34 – Jim Turner (1968)
- Extra Points convertidos: 47 – Bill Shockley (1960)
- Punts: 99 – Brian Hansen (1992)
- Jardas no Punt: 4,378 – Lac Edwards (1992)

### Recordes na carreira
- Jardas passadas: 27,057 - Joe Namath (1965–1976)
- Passes para touchdowns: 170 - Joe Namath (1965–1976)
- Jardas terrestres: 10,302 - Curtis Martin (1998–2005)
- Touchdowns terrestres: 58 - Curtis Martin (1998–2005)
- Recepções: 627 - Don Maynard (1960–1972)
- Jardas recebidas: 11,732 - Don Maynard (1960–1972)
- Passes interceptados: 34 - Bill Baird (1963–1969)
- Field goals: 304 - Pat Leahy (1974–1991)
- Pontos: 1,470 - Pat Leahy (1974–1991)
- Total touchdowns: 88 - Don Maynard (1960–1972)
- Média de retorno de punt: 23,3 - Michael Harper (1986–1989)
- Média de retorno de Kickoff: 54,0 - Quincy Enunwa (2014-Presente)
- Sacks: 74 - Mark Gastineau (1979–1988)
- Tackles: 1,468 - Kyle Clifton (1988–1995)
- Vitórias (treinador): 71 - Weeb Ewbank (1963–1973)

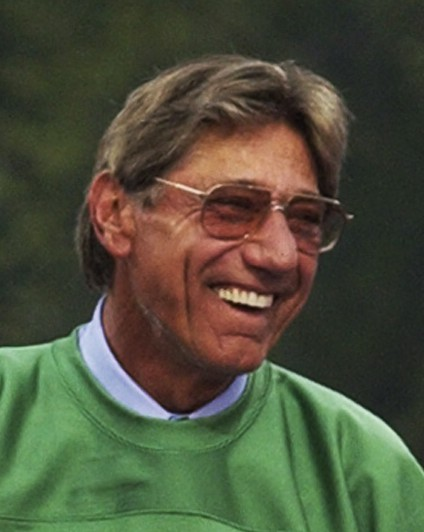
Joe Namath, membro do Hall of Fame. Seu #12 foi aposentado pelos Jets.

### Pro Football Hall of Famers
| Jogadores      | Jogadores      | Jogadores | Jogadores | Jogadores   | Jogadores     | Jogadores           | Jogadores          | Jogadores           | Jogadores   |
| No.            | Nome           | Posições  | Temporada | Introduzido | No.           | Nome                | Posições           | Temporada           | Introduzido |
| -------------- | -------------- | --------- | --------- | ----------- | ------------- | ------------------- | ------------------ | ------------------- | ----------- |
| 4              | Brett Favre    | QB        | 2008      | 2016        | 12            | Joe Namath          | QB                 | 1965–1976           | 1985        |
| 13             | Don Maynard    | WR        | 1960–1972 | 1987        | 21            | LaDainian Tomlinson | RB                 | 2010–2011           | 2017        |
| 28             | Curtis Martin  | RB        | 1998–2005 | 2012        | 42            | Ronnie Lott         | DB                 | 1993–1994           | 2000        |
| 44             | John Riggins   | RB        | 1971–1975 | 1992        | 81            | Art Monk            | WR                 | 1994                | 2008        |
| 99             | Jason Taylor   | DE        | 2010      | 2017        |               |                     |                    |                     |             |
| Contributors   |                |           |           |             |               |                     |                    |                     |             |
| Nome           | Nome           | Posições  | Temporada | Introduzido | Nome          | Nome                | Posições           | Temporada           | Introduzido |
| Weeb Ewbank    | Weeb Ewbank    | Treinador | 1963–1973 | 1978        | Ron Wolf      | Ron Wolf            | Diretor de Jogador | 1990–1991           | 2015        |
| Bulldog Turner | Bulldog Turner | Treinador | 1962      | 1966        | Bill Parcells | Bill Parcells       | Treinador GM       | 1997–1999 1997–2000 | 2013        |
| Sammy Baugh    | Sammy Baugh    | Treinador | 1960–1961 | 1963        |               |                     |                    |                     |             |

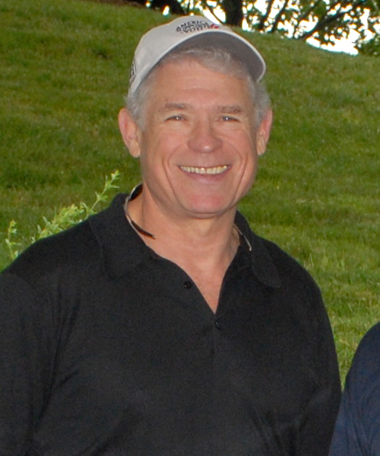
John Riggins, membro do Hall da Fama

Ewbank, Martin, Maynard e Namath são reconhecidos com base em suas conquistas com os Jets. Ewbank também é reconhecido com base em suas conquistas com o Baltimore Colts, treinando-os para os títulos da NFL em 1958 e 1959. 
Riggins é reconhecido principalmente por suas temporadas com no Washington Redskins (1976-1979, 1981-1985), como é Monk (1980- 1993), que ganhou três Super Bowl com Washington. Lott está no Hall of Fame principalmente por suas façanhas como membro do San Francisco 49ers. Baugh e Turner são reconhecidos com base em suas conquistas como jogadores de outras equipes, ao invés de suas passagens como treinador principal com os Jets.
Parcells inverteu a sorte dos Jets, ele também teve grande impacto no New York Giants, treinando-os para duas vitórias no Super Bowl. Wolf só teve um breve período com os Jets entre 1990 e 1991, enquanto a maioria de suas principais contribuições ocorreu como diretor executivo e de jogadores com os Oakland Raiders (1963-1974, 1979-1989), e mais tarde como Gerente Geral do Green Bay Packers (1991-2001). Favre jogou apenas uma temporada como membro do Jets em 2008, entre a maior parte de sua carreira com o Packers (1992-2007) e suas duas últimas temporadas na NFL com o Minnesota Vikings (2009-2010).

### Números aposentados
| No. | Jogador       | Posições | Anos jogados |
| --- | ------------- | -------- | ------------ |
| 12  | Joe Namath    | QB       | 1965–1976    |
| 13  | Don Maynard   | WR       | 1960–1972    |
| 28  | Curtis Martin | RB       | 1998–2005    |
| 73  | Joe Klecko    | DL       | 1977–1987    |
| 90  | Dennis Byrd   | DL       | 1989–1992    |
| -   | Weeb Ewbank   | Coach    | 1963–1973    |

### Anel de Honra
Os Jets estabeleceu um anel de honra em 20 de julho de 2010, para homenagear ex-jogadores. A cada temporada, os jogadores serão indicados por um comitê interno e depois serão introduzidos. Não há uma quantidade específica de homenageados a serem selecionados a cada ano.
| No. | Nome           | Posições | Temporada | Introdução | No. | Nome           | Posições  | Temporada | Introdução |
| --- | -------------- | -------- | --------- | ---------- | --- | -------------- | --------- | --------- | ---------- |
| 12  | Joe Namath     | QB       | 1965–1976 | 2010       | 13  | Don Maynard    | WR        | 1960–1972 | 2010       |
| 28  | Curtis Martin  | RB       | 1998–2005 | 2010       | 75  | Winston Hill   | OL        | 1963–1976 | 2010       |
| 73  | Joe Klecko     | DL       | 1977–1987 | 2010       | —   | Weeb Ewbank    | Treinador | 1963–1973 | 2010       |
| 60  | Larry Grantham | LB       | 1960–1972 | 2011       | 81  | Gerry Philbin  | DL        | 1964–1972 | 2011       |
| 24  | Freeman McNeil | RB       | 1981–1992 | 2011       | 88  | Al Toon        | WR        | 1985–1992 | 2011       |
| 85  | Wesley Walker  | WR       | 1977–1989 | 2012       | 99  | Mark Gastineau | DE        | 1979–1988 | 2012       |
| 93  | Marty Lyons    | DT       | 1979–1989 | 2013       | 80  | Wayne Chrebet  | WR        | 1995–2005 | 2014       |
| —   | Leon Hess      | Dono     | 1968–1999 | 2014       | 32  | Emerson Boozer | RB        | 1966–1975 | 2015       |
| 41  | Matt Snell     | RB       | 1964–1972 | 2015       | 68  | Kevin Mawae    | C         | 1998–2005 | 2017       |

### Notáveis escolhas de primeira rodada de draft
Talvez o mais famoso dos primeiros rounds dos Jets tenha sido em 1965, quando eles escolheram o quarterback de Alabama, s, que impulsionou o Jets para os holofotes nacionais com sua personalidade e estilo de vida tumultuados. Seus talentos físicos em campo ajudaram a melhorar a sorte dos Jets, levando-os à vitória sobre o Baltimore Colts no Super Bowl III. Embora as lesões tenham prejudicado a última parte da carreira de Namath, ele é mais lembrado como: "um cara que surgiu e quebrou muitas das convenções". Namath foi introduzido no Hall of Fame em 1985.
Os Jets têm um histórico de seleção de jogadores que acabaram sendo frustações. Talvez um dos jogadores mais decepcionantes da história dos Jets tenha sido Blair Thomas. Thomas, que tinha uma média de 5,4 jardas por jogo em Penn State, foi selecionado como a segunda escolha geral em 1990, esperando que ele fosse um jogador sólido nos próximos anos. Thomas correu para apenas 620 jardas em 1990, e não conseguiu atender às altas expectativas. No momento em que Thomas deixou a equipe como um agente livre irrestrito em 1993, ele havia corrido para 2.009 jardas e apenas cinco touchdowns. 
A escolha do primeiro round de 2008, o jogador de linha defensiva Vernon Gholston, seguiu um caminho semelhante, não conseguindo registrar um sack durante seu tempo de três anos com a equipe.
Nas temporadas de 2013 e 2014, uma das unidades mais fortes dos Jets tem sido sua linha defensiva, com as seleções de primeira rodada, Muhammad Wilkerson (2011) e Sheldon Richardson (2013). Em 2013, Wilkerson terminou a temporada com 10,5 sacks e Richardson foi homenageado com o prêmio de Novato Defensivo do Ano.